# 李允美
李允美（韓語：이윤미，1981年9月25日—），韓國女演員。

## 演出作品

### 電視劇
- 2004年：SBS《小婦人（朝鲜语：작은 아씨들 (2004년 드라마)）》飾演 鄭仁得
- 2005年：MBC《我叫金三順》飾演 張彩麗
- 2006年：SBS《意外情緣My Love》飾演 徐熙婕
- 2007年：MBC《壞女人好女人》飾演 金泰熙
- 2007年：SBS《起飛》
- 2011年：KBS《Dream High》飾演 孟丞熙
- 2013年：tvN《一起吃飯吧》飾演 寵物店主人（客串）
- 2014年：JTBC《我們能相愛嗎》飾演 江秀希（客串）
- 2014年：MBC《Triangle》飾演 張女士
- 2015年：MBC《不屈的車女士》飾演 吳達子
- 2017年：tvN《犯罪心理》飾演 李尚熙

### 電影
- 2009年：《A Dream Come True》

### 綜藝節目
- 2005年：SBS《X-Man》EP50
- 2005年：SBS《情書》
- 2011年：SBS《強心臟》EP90、EP91
- 2016年：MBC《神秘音樂秀：蒙面歌王》EP57、EP58

## 外部連結
- 李允美的twitter （页面存档备份，存于）
- NAVER （页面存档备份，存于）